# Hydropsyche infernalis
Hydropsyche infernalis is een schietmot uit de familie Hydropsychidae. De soort komt voor in het Palearctisch gebied.